# Holger Zander
Holger Zander (* 24. Mai 1943 in Sankt Michaelisdonn) ist ein ehemaliger deutscher Kanute.
Zander begann seine Karriere beim Kanusport Köln-Mülheim (KKM) in Köln, ab 1965 startete er für Rheintreue Düsseldorf. 1963 gewann er im Einer-Kajak über 500 Meter seinen ersten deutschen Meistertitel. Im gleichen Jahr erkämpfte er zusammen mit Heinz Büker die Bronzemedaille im Zweier-Kajak bei der Weltmeisterschaft in Jajce. Im Jahr darauf siegte Zander bei der deutschen Meisterschaft im Einerkajak über 500 Meter und über 1000 Meter. Bei den Olympischen Spielen 1964 gewannen Zander und Büker im Zweier Bronze. Im Viererkajak erhielt Zander zusammen mit Günter Perleberg, Friedhelm Wentzke und Bernhard Schulze die Silbermedaille hinter dem Boot aus der UdSSR.
Für den Gewinn seiner beiden Medaillen wurde er am 11. Dezember 1964 mit dem Silbernen Lorbeerblatt ausgezeichnet.
1966 gewann Zander wie 1964 die deutschen Meistertitel im Einer über 500 und über 1000 Meter, einen weiteren Titel errang er mit der 4-mal-500-Meter-Staffel von Rheintreue Düsseldorf. Bei der Weltmeisterschaft in Ost-Berlin gewann er zusammen mit Heinz Büker Silber im Zweier über 500 Meter. 1967 und 1968 verteidigte Zander den deutschen Meistertitel über 500 Meter. Seine letzte internationale Medaille gewann Zander mit der deutschen 4-mal-500-Meter-Staffel bei der Europameisterschaft 1967 in Duisburg, als er zusammen mit Heinz Büker, Bernd Guse und Hans Günther Silber hinter der rumänischen Staffel erhielt. Bei den Olympischen Spielen 1968 erreichte Zander mit Bernhard Schulze das Finale im Zweier-Kajak, belegte dort aber nur den neunten und letzten Platz.
Zander setzte seine Karriere noch einige Jahre fort, so siegte er mit der Düsseldorfer Staffel von 1970 bis 1972 dreimal in Folge bei der deutschen Meisterschaft, 1971 siegte er außerdem im Einer über 10.000 Meter. Für die Olympischen Spiele 1972 konnte sich Zander nicht mehr qualifizieren.